# Monte Falakro

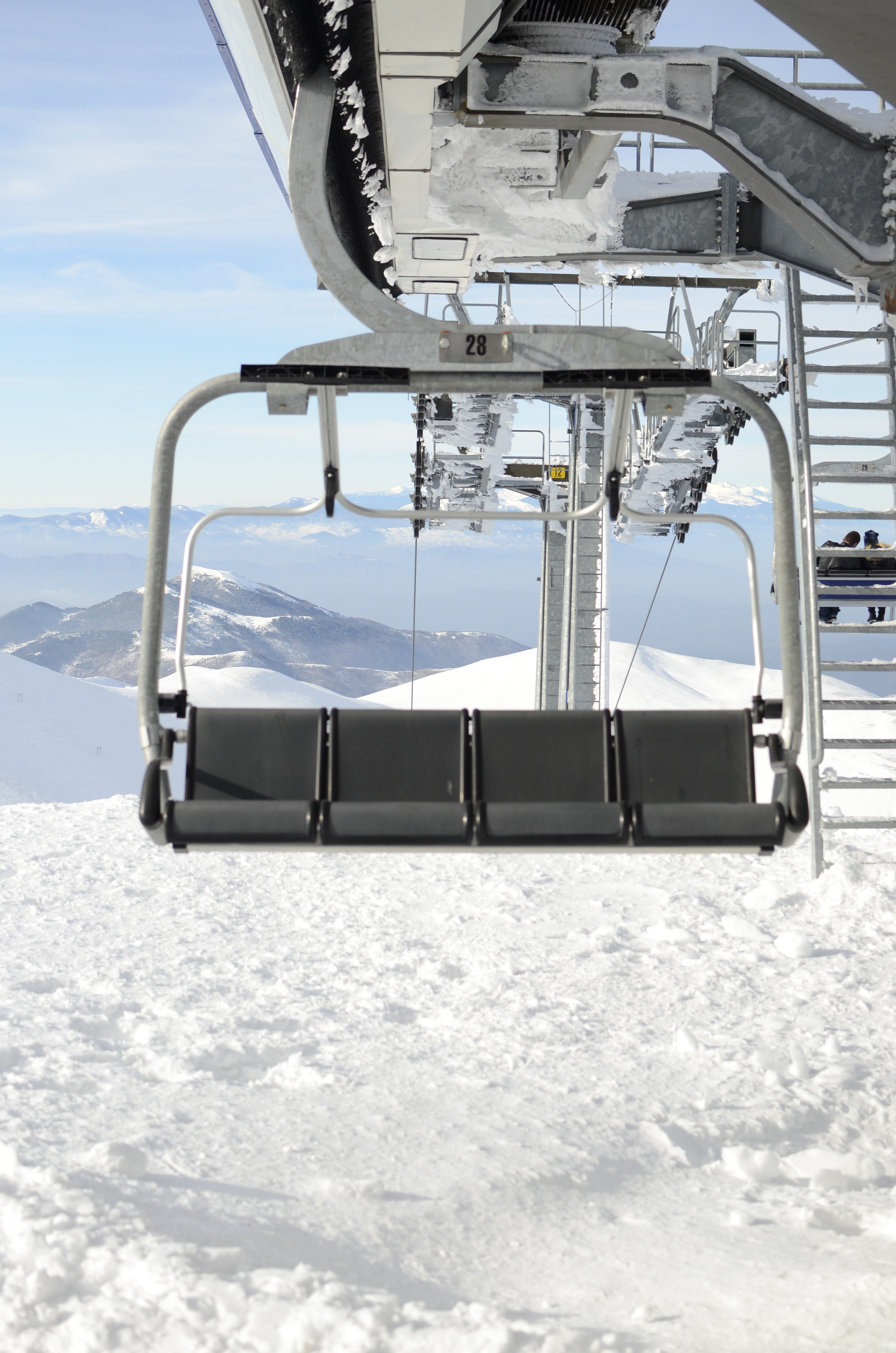
Estación de esquí: 2.111 m

El monte Falakro (en griego antiguo: Φαλακρό όρος), monte calvo o monte gris (en búlgaro: Боздаг), es una montaña en la unidad regional de Drama, Macedonia griega oriental. Su cumbre más alta, Profitis Ilias, está a 2.232 metros sobre el nivel del mar. Hay una estación de esquí en este monte.
Una parte pequeña, de una rama baja, al norte de Falakro, se extiende al territorio búlgaro, justo al sur de la aldea de Beslen, en la provincia de Blagoevgrad. El punto más alto que es parte de Bulgaria es el pico boscoso Chiplakbair (1.090 metros de altitud) en la frontera entre los dos países.